# Meles meles arcalus
Meles meles arcalus es una subespecie de mamíferos carnívoros en la familia Mustelidae, subfamilia Mustelinae.

## Distribución geográfica
Se encuentra en Creta (Grecia).